# 淑和帝姫
淑和帝姫（しゅくわていき、1096年5月2日 - 1117年）は、北宋の哲宗の次女。

## 経歴
紹聖3年（1096年）4月に生まれた。哲宗からは愛された。同年5月、徳康公主の位を授けられた。
元符3年（1100年）3月、叔父の徽宗により栄国公主に進封された。大観2年（1108年）2月、瀛国公主に進んだ。大観4年（1110年）3月、陳国公主に進封され、右衛将軍の石端礼に降嫁した。女子を1人産んだ。政和3年（1113年）閏4月、淑和帝姫に改封された。政和7年（1117年）7月に薨去し、「靖懿」と諡された。その後、黄山に石端礼と合葬された。

## 伝記資料
- 『宋史』
- 『皇第二女封徳康公主制紹聖三年五月辛卯満月』
- 『徳康公主進封栄国公主制二十九日丙申』
- 『瀛国公主特進封陳国公主制大観四年三月四日』
- 『陳国公主特改封淑和帝姫制』
- 『姑蘇志』